# Геронім Влодзіславський Лянцкоронський
Геронім Ярош Влодзіславський Лянцкоронський (пол. Hieronim Jarosz Włodzisławski Lanckoroński; д/н–1605/1610) — державний діяч, урядник Речі Посполитої. Підписувався також як «Геронім на Влодзіславі Лянцкоронський».

## Життєпис
Походив з польського магнатського роду Лянцкоронських, гілки Влодзіславських. Старший син Яна Влодзіславського (Лянцкоронського), сандомирського ловчого, та Анни Курозвецької. Здобув класичну освіту. 1563 року одружився з представницею Дембінських, за якою отримав 12040 злотих посагу. 1564 року батько загинув в Лівонії.
Більша частина міста Влодзислав з селами перейшло до володінь Героніма. Втім він ним особливо не опікувався 1572 року призначається ловчим сандомирським. 1573 року був делегатом конвокаційного сейму, що відбувся після смерті короля Сигізмунда II Августа. Того ж року долучився до Варшавської конфедерації, що виступала на захист протестантів.
1576 року обирається делегатом від Руського воєводства на коронаційний сейм. 1578 року помирає його дружина. З 1588 року здавав в оренду заможним міщанам з Сандомира різні частину Влодзіславського маєтку: спочатку Яну Кшецькому, потім (з 1597 року)  Цезарію Мінголіні (на 3 роки).
Продовжив політику батька з активної підтримки кальвіністів. В результаті жиди Влодзиславу зазнали переслідувань. 1590 року одружився вдруге. Помер між 1605 і 1610 роками.

## Родина
1. Дружина — Зофія, донька Валентія Дембінського гербу Равич, краківського каштеляна
Діти:
- Анна
- Христина
- Ядвига, дружина Яна Вельопольського

2. Дружина — Анна, донька Сендзівуя Дрогичанського, каштеляна любашівського
Діти:
- Адам (д/н—1614)
- Самуел (д/н—1638), каштелян віслицький